# George Modelski
George Modelski (ur. 9 stycznia 1926 w Poznaniu jako Jerzy Modelski – zm. 21 lutego 2014 w Waszyngtonie) – politolog i teoretyk stosunków międzynarodowych, twórca teorii cykli hegemonicznych.
Ukończył ekonomię w London School of Economics i uzyskał doktorat na University of London ze stosunków międzynarodowych. Był profesorem University of Washington. Zajmował się długimi cyklami w polityce i gospodarce międzynarodowej oraz ewolucją systemu międzynarodowego.

## Publikacje
- Globalization as Evolutionary Process: Modeling Global Change, 2008, co-editor, ISBN 978-0-415-77361-4;
- World Cities -3000 to 2000, 2003, ISBN 0-9676230-1-4;
- Leading Sectors and World Powers: The Coevolution of Global Economics and Politics with William R. Thompson, 1996, ISBN 1-57003-054-5
- World System History: The social science of long-term change, 2000, co-editor, ISBN 0-415-23276-7;
- Documenting Global Leadership1988, co-editor, ISBN 0-333-46495-8;
- Seapower in global politics, 1494-1993, 1988, with William R. Thompson,  ISBN 0-333-42925-7;
- Long Cycles in World Politics 1987 ISBN 0-295-96430-8;  Japanese edition "Sekai shisutemu no dotai", 1991, ISBN 4-7710-0510-9;
- Exploring Long Cycles, 1987, ISBN 0-931477-98-0;
- North-South Relations, 1983, co-editor, ISBN 0-03-062822-9;
- Transnational Corporations and World Order,1979, editor,  ISBN 0-7167-1025-0;
- Multinational Corporations and World Order, 1972, editor, ISBN 0-8039-0317-0
- Principles of world politics 1972, LOC card No. 70-163237;
- A theory of foreign policy 1962, LOC card no.62-12472
- SEATO: Six Studies, editor, 1962.